# Meldrim Thomson
Meldrim Thomson Jr., född 8 mars 1912 i Wilkinsburg i Pennsylvania, död 19 april 2001 i Orford i New Hampshire, var en amerikansk politiker (republikan). Han var New Hampshires guvernör 1973–1979.
Thomson efterträdde 1973 Walter R. Peterson som guvernör och efterträddes 1979 av Hugh Gallen.